# SCM Press
SCM Press ist ein britischer Verlag für theologische Literatur, der ursprünglich mit der Studentenbewegung Student Christian Movement verbunden war. 1997 wurde der Verlag von der Firma Hymns Ancient and Modern aufgekauft. Noch 1989 bezeichnete die Los Angeles Times SCM Press als „Britain’s leading theological publisher“.
2018 berichtete die Church Times, dass 100 Titel von SCM Press und von Canterbury Press durch die digitale Lernplattform der Church of England Studenten zugänglich gemacht wurden. Der Katalog umfasst Werke von Dietrich Bonhoeffer, John Swinton, Jürgen Moltmann, Phyllis Trible, John Bowden, Walter Brueggemann und Ed Parish Sanders.